# Pedrerasaure
El pedrerasaure (Pedrerasaurus) és un gènere extingit de llangardaix escincogeconomorf que va viure al Cretaci inferior. Les seves restes fòssils es van trobar a la Serra del Montsec, Catalunya. L'espècie tipus és P. latifrontalis. S'assembla al meiasaure, un llangardaix molt estès al Cretaci inferior que també va habitar la península Ibèrica. Ambdós gèneres tenien dents amb dues cúspides, però a diferència del meiasaure, el pedrerasaure tenia ossos frontals que no estaven fusionats o constrets.